# Crocodylus mindorensis
Il coccodrillo delle Filippine (Crocodylus mindorensis Schmidt, 1935), noto anche come coccodrillo di Mindoro o localmente come bukarot, è un coccodrillo endemico delle omonime isole, considerato a rischio critico di estinzione. L'epiteto specifico "mindorensis" del nome scientifico della specie, deriva dal nome dell'isola filippina di Mindoro.

## Storia
La specie venne descritta nel 1935 dall'erpetologo statunitense Karl Schmidt sulla base di un esemplare tipo e di tre paratipi rinvenuti sull'isola di Mindoro. Lo stesso Schmidt aveva già descritto nel 1928 esemplari di coccodrillo della Nuova Guinea (Crocodylus novaeguineae) e fatto studi comparativi fra Crocodylus mindorensis, Crocodylus novaeguineae e Crocodylus porosus definendo nel 1956 il coccodrillo delle Filpiine come specie a sé; tuttavia la specie venne per lungo tempo catalogata come Crocodylus novaeguineae mindorensis, sottospecie del coccodrillo della Nuova Guinea. Nel 1989 l'erpetologo P.M. Hall portò nuove prove della distinzione fra le due specie e oggi Crocodylus mindorensis è considerato come specie a sé ed endemica delle Filippine.
All'epoca della prima descrizione di Schmidt il rettile, rinvenuto successivamente anche nelle isole di Luzon, Busuanga, Masbate, Negros, Samar, Mindanao e Jolo, doveva essere molto comune e diffuso tanto che alla fine degli anni trenta un cacciatore di pelli statunitense residente a Mindanao riuscì a catturare, in soli sei mesi, ben 12.000 esemplari di coccodrillo delle Filippine. Simili razzie, alimentate dai lauti compensi che le industrie di pellami pagavano ai cacciatori di coccodrilli, continuarono in maniera indiscriminata, determinando la progressiva ed inesorabile rarefazione di questo rettile in tutte le isole dell'arcipelago. Oggi, a distanza di soli 70 anni dalla descrizione della specie non esisterebbero, secondo i dati più attendibili, più di 500-1000 esemplari di coccodrillo delle Filippine. Inoltre le residue colonie della specie sono minacciate in maniera seria dalle gravi alterazioni cui sono sottoposti gli habitat da esse occupati. Per cercare di impedire la scomparsa di questo rettile è stata istituita recentemente - grazie allo Smithsonian Institution / WWF Philippine Crocodile Conservation Project - una stazione di allevamento di coccodrilli presso l'Università di Silliman a Dumaguete (Isola di Negros).

## Descrizione

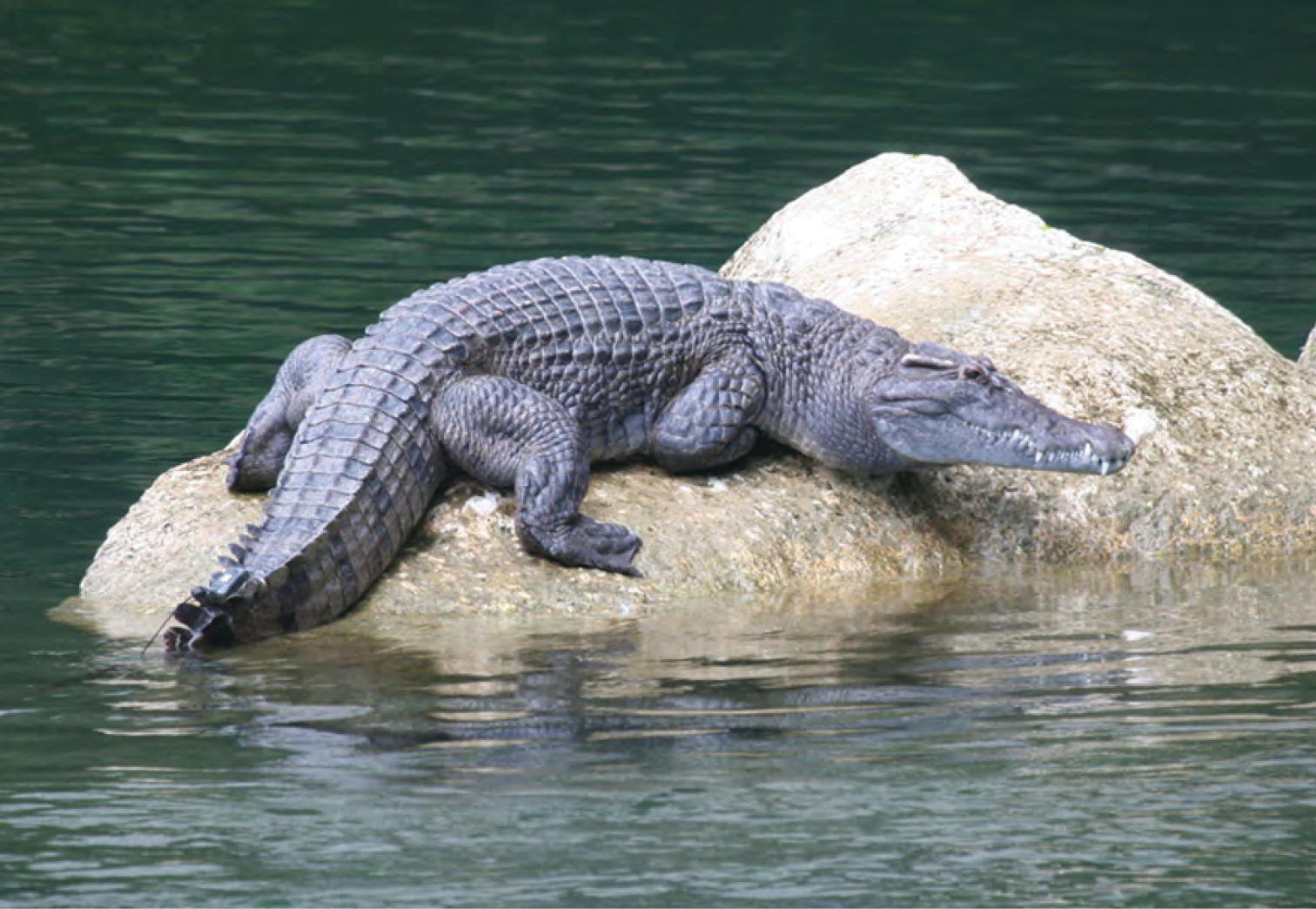
Esemplare mentre si riscalda al sole

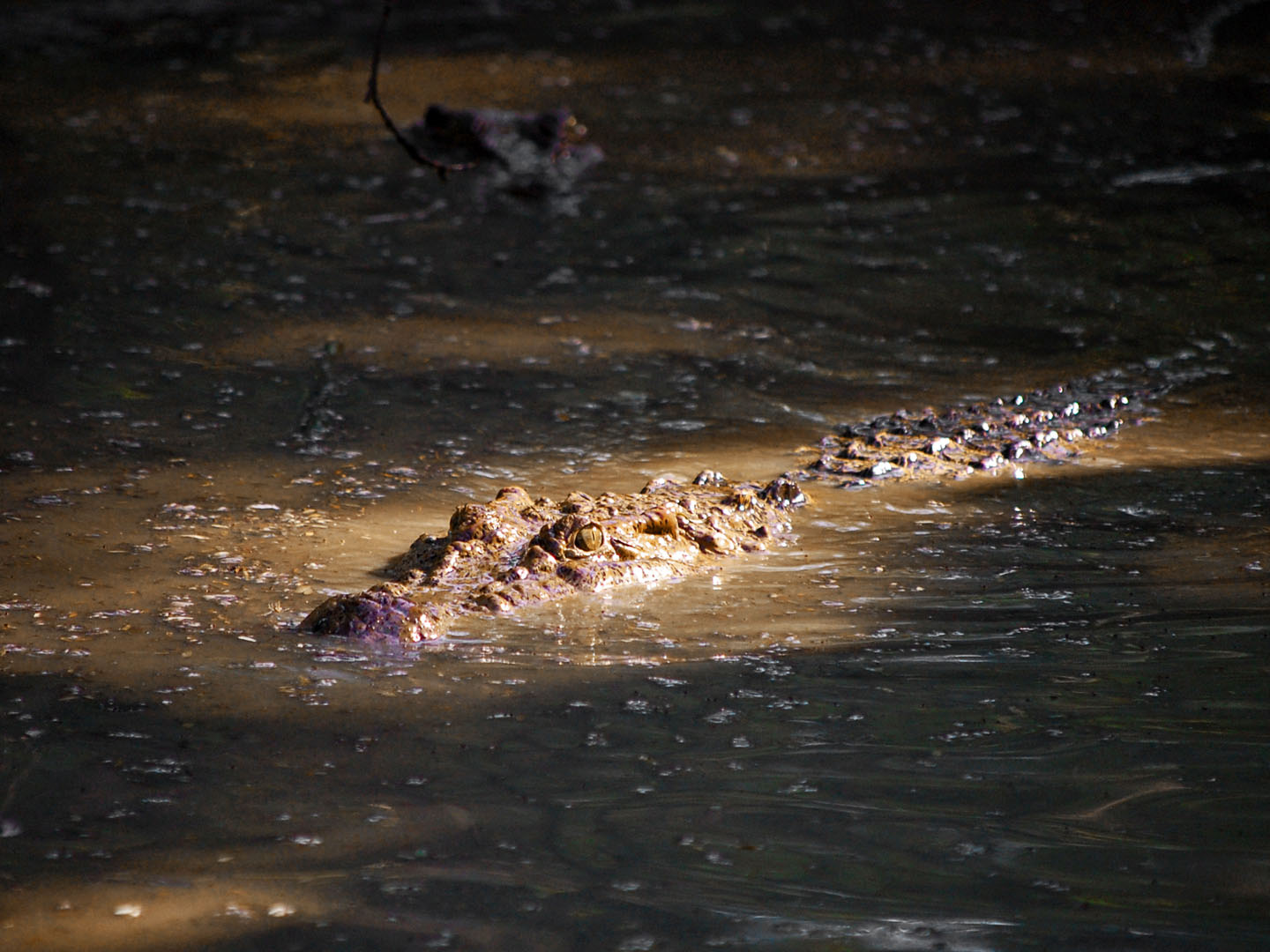
Esemplare mentre nuota in acqua stagnante

Il coccodrillo delle Filippine mostra una certa somiglianza con Crocodylus novaeguineae di cui era considerato una sottospecie fino a tempi relativamente recenti; dotato di un muso piuttosto ampio e una pesante corazza dorsale costituita da ossa dermali, non raggiunge grandi dimensioni: i maschi, più grandi delle femmine, non superano i 3 metri; è dotato di 66 o 68 denti e, salvo variazioni, di 4 scaglie post occipitali e una serie di 4 scaglie nucali più ampie.

## Biologia
La femmina costruisce piccoli nidi a tumulo nei quali deposita da 7 a 25 uova che vengono incubate per 12 settimane. La specie Crocodylus mindorensis ha comportamenti schivi e, se non provocata, è solitamente inoffensiva per l'Uomo.

## Distribuzione e habitat
Il coccodrillo filippino si trova esclusivamente in alcune aree dell'arcipelago dell Filippine: in particolare sulla grande isola di Mindanao, nelle marcite di Agusan e Ligusan, e nella zona fluviale del fiume Pulangi nella Provincia di Bukidnon; nella parte nord-orientale dell'isola di Luzon in fiumi, laghi e marcite della Sierra Madre settentrionale; nella parte centro-settentrionale e nord-occidentale popola i fiumi della catena montuosa della Central Cordillera e della Provincia di Abra.

## Conservazione
Il 22 maggio 2004 il DENR - Department of Environment and Natural Resources filippino ha inserito Crocodylus mindorensis nella lista delle specie terrestri gravemente minacciate di estinzione.